# After the Gold Rush
《After the Gold Rush》는 1970년 9월 19일, 리프리즈 레코드에서 발매된 캐나다의 싱어송라이터 닐 영의 세 번째 스튜디오 음반이다. 이 음반은 1970년 음반 차트 1위를 차지한 《Déjà Vu》에 이어 포크 록 그룹 크로스비, 스틸스, 내시 & 영의 멤버들이 각각 발매한 4개의 음반 중 하나이다. 이 음반은 주로 컨트리 포크 음악과 함께 딘 스톡웰과 허브 베르만 각본 《After the Gold Rush》에서 영감을 얻은 락킹 〈Southern Man〉으로 구성되어 있다.
《After the Gold Rush》는 빌보드 200 차트에서 8위로 정점을 찍었고, 〈Only Love Can Break Your Heart〉와 〈When You Dance I Can Really Love〉 두 싱글이 빌보드 핫 100에서 각각 33위와 93위에 올랐다. 초기 반응이 엇갈렸음에도 불구하고, 그 이후 많은 "최고의 음반" 목록에 올랐다.

## 제작
초기 세션은 영이 현재 우드스톡 페스티벌에 그들의 유명한 출연을 포함하는 크로스비, 스틸스, 내시 & 영과 함께 미국 투어를 시작하기 직전인 1969년 8월, 로스앤젤레스 할리우드의 선셋 사운드 스튜디오에서 지원 밴드 크레이지 호스와 함께 진행되었다. 리듬 기타리스트 대니 휘튼의 건강이 악화되었음에도 불구하고 세션은 두 곡의 발매된 곡 〈I Believe In You〉와 〈Oh, Lonesome Me〉를 발표했다.
1970년 6월 30일 홀우드의 사운드 시티에서 녹음된 〈Birds〉를 제외한 나머지 음반은 1970년 3월과 4월 동안 영의 토팡가 캐니언의 한 임시 지하 스튜디오에서 크로스비, 스틸스, 내시 & 영의 베이시스트 그렉 리브스, 크레이지 호스의 드러머 랠프 몰리나와 함께 녹음되었다. 워싱턴 D.C.의 나이든 음악 신동 닐스 로프그렌은 밴드 그린을 피아노로 연주했다. 로프그렌의 통합은 영의 특징적으로 독특한 결정이었다. 로프그렌은 세션 전에 정기적으로 키보드를 연주하지 않았다. 잭 니체와 함께, 로프그렌은 자신의 그룹뿐만 아니라 솔로 추종 성공과 25년 동안 브루스 스프링스틴의 E 스트리트 밴드에 가입하기 전에 증강된 크레이지 호스 없이 영에 합류했다. 지미 맥도너의 영 전기 《셰이키》는 영이 의도적으로 크레이지 호스와 CSNY를 결합하려 했다고 주장하며, 전 밴드의 멤버들이 스티븐 스틸스(〈Only Love Can Break Your Heart〉에 백 보컬을 맡았던 분)와 리브스와 함께 참여하였다. 커버 아트는 뉴욕 대학교 법학대학원 캠퍼스를 지나 노파를 지나치는 영의 일광화 이미지다. 이 사진은 사진작가 조엘 번스타인이 찍은 것으로 알려졌고, 이미지를 일광화해 흐릿한 얼굴을 가리기 위해서다. 사진은 잘려있고, 원래 이미지는 영의 친구이자 CSNY 밴드 동료인 그레이엄 내시였다.

## 평가
| 전문가 평가                   | 전문가 평가 |
| 평가 점수                     | 평가 점수   |
| 출처                          | 점수        |
| ----------------------------- | ----------- |
| AllMusic                      | [ 4 ]       |
| Christgau's Record Guide      | A+          |
| Encyclopedia of Popular Music | [ 10 ]      |
| Pitchfork                     | 10/10       |
| The Rolling Stone Album Guide | [ 12 ]      |

비평가들은 즉시 감명을 받지 않았다. 1970년 랭던 위너의 《롤링 스톤》 잡지에 실린 리뷰는 부정적이었으며, 위너는 "여기 있는 어떤 노래도 한결같이 둔탁한 표면 위에 떠오르지 않는다"고 느꼈다. 《빌리지 보이스》 비평가 로버트 크리스트가우는 "데이비드 크로스비가 암살에 대해 야유하는 동안 영은 더 어두운 분노들을 드러내지 않으려고 애쓰지도 않고 폭로합니다. 여기서 《Everybody Knows This Is Nowday》의 눅눅한 아픔이 약간 채워집니다. 그 목소리는 더 부드러우며, 기타는 피아노 뒤에서 조용히 울립니다. 영의 멜로디, 모든 멜로디는 무시할 수 없습니다. 그는 주제가 생태학이나 붕괴된 제국일 때에도 자신의 은유에 넘어가지 않고 '시적' 가사를 쓸 수 있습니다. 어쿠스틱 테너에도 불구하고, 그는 많이 흔들립니다. 정말 드물어요. 유쾌하면서도 동시에 힘들죠."
1975년까지 《롤링 스톤》은 음반을 "걸작"으로 언급했고, 《After the Gold Rush》는 현재 영의 음반 경력에서 고전 음반으로 간주되고 있다.

## 곡 목록
모든 곡들은 특별한 언급이 없는 한 닐 영에 의해 작사/작곡하였다.
| #  | 제목                               | 재생 시간 |
| -- | ---------------------------------- | --------- |
| 1. | 〈Tell Me Why〉                    | 2:54      |
| 2. | 〈After the Gold Rush〉            | 3:45      |
| 3. | 〈Only Love Can Break Your Heart〉 | 3:05      |
| 4. | 〈Southern Man〉                   | 5:41      |
| 5. | 〈Till the Morning Comes〉         | 1:17      |

| #  | 제목                                 | 작사·작곡 | 재생 시간 |
| -- | ------------------------------------ | --------- | --------- |
| 1. | 〈Oh, Lonesome Me〉                  | 돈 깁슨   | 3:47      |
| 2. | 〈Don't Let It Bring You Down〉      |           | 2:56      |
| 3. | 〈Birds〉                            |           | 2:34      |
| 4. | 〈When You Dance I Can Really Love〉 |           | 3:44      |
| 5. | 〈I Believe in You〉                 |           | 2:24      |
| 6. | 〈Cripple Creek Ferry〉              |           | 1:34      |

## 인증
| 국가                       | 인증        | 판매량/출하량 |
| -------------------------- | ----------- | ------------- |
| 네덜란드                   | —           | 40,000        |
| 영국 (BPI)                 | 2× 플래티넘 | 600,000^      |
| 미국 (RIAA)                | 2× 플래티넘 | 2,000,000^    |
| ^출하량을 기반으로 한 인증 |             |               |